# Phaedrus
Phaedrus, teljes nevén Caius Iulius Phaedrus (ógörögül: Φαῖδρο), (Pieria, Makedónia, Kr. e. 15 körül – ?, Kr. u. 55 körül) trák származású ókori római meseköltő.

## Élete
Phaedrus életét saját műveiben említett adatok alapján lehet összerakni. Saját bevallása szerint Makedóniának Pieria nevű vidékén született. Feltételezhetően trák származású volt. Úgy tűnik, fiatalon rabszolgaként került Augustus római császár családjához. Később maga Augustus szabadította fel. Meséit már Tiberius császár alatt adta ki. Mivel meséiben néhány nagyhatalmú ember célzásokat vélt magára felfedezni, Tiberius minisztere Seianus személyesen járt el Phaedrus ügyében: valószínűleg a Tizenkét táblás törvényekre hivatkozva ('gúnyversek írása') pénzbírsággal, vagy száműzetéssel sújtotta a költőt. (3. könyv prolog.) A bűntetés következményeit sokáig érezte Phaedrus, és csak Caligula alatt fordult jobbra a sorsa. Halálának éve bizonytalan.

## Műve

### Hagyományozódás

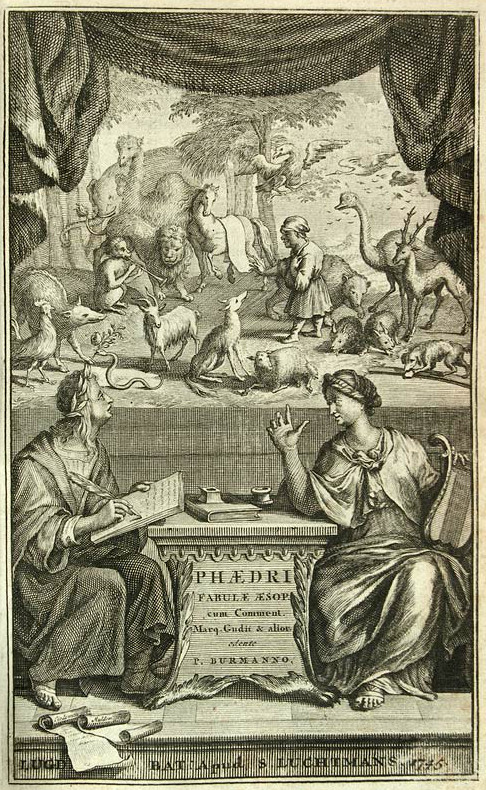
Phaedrus műveinek 1745-ös kiadása

Phaedrus Meséi (lat. cím: fabuale Aesopiae, magy. ’Aiszóposzi mesék’) 5 könyvre vannak felosztva, és mintája Aiszóposz Állatmeséi voltak. A mű eredetileg 150 mesét tartalmazott. Jelenleg 94 meséje ismert. Eleinte egyszerű fordítással, és a görög prózai mesék senarius versekbe való áttételével dolgozott, később szabadabb átdolgozásokat, végül önálló meséket írt. Aiszóposszal szemben saját kora eseményeit is feldolgozta rövid elbeszélés alakjában.
Ismeretes, hogy az 5 könyvön kívül az ún. Perotti-féle kivonat további 30 Phaedrus-mesét tartalmaz, amelyet Függelék (Appendix) címen szoktak a Mesékhez csatolni. Niccolo Perotti (1429–1480) egy azóta elveszett kódexből állította össze kivonatát. A 30 mese némelyikének a hitelességét korábban kétséégbe vonták: úgy tűnik azonban, hogy ezek is az 5 könyvben voltak korábban. (Nagy az egyes könyvek terjedelmi különbsége; feltételezik, hogy csonkán maradtak fenn a kéziratokban.)
Az ókori mesekincs nagy népszerűségnek örvendett a középkorban, amiről a sok másolat tanúskodik. Hasónlóképpen kedvelt volt a felvilágosodás, és a romantika idején, így hatással volt többek közt: a francia La Fontaine-re (1621–1695), az orosz Krilovra (1769–1844), a német Brentanora (1778–1842), Hoffmannra (1776–1822), és a Grimm fivérekre (1785–1863, 1786–1859), és a dán Andersenre (1805–1875).

### Általános jellemzők
A mesék változó terjedelműek, az alig néhány soros darabok mellett 30–40 sorosak is találhatók a gyűjteményben. Az elbeszélő részeket a szereplők párbeszédei vagy monológjai színesítik, a meséket összefoglalás, konklúzió zárja. Maga Phaedrus meséinek fő előnyét a velős rövidségben tartotta. Egyszerű, keresetlen előadásra törekedett, a költői dagályosságot és szónoki díszítettséget mellőzte a mesékben. Nyelve idegen származása ellenére tiszta latinságot mutat.
Állatmeséi – Aiszóposzhoz hasonlóan – a hatalmasok visszaéléseit, túlkapásait leplezik gyakran le. Állathőseinek viselkedési mintái az emberi magatartásokkal azonosíthatóak. A mesék legfőbb célja az igazság kimondása, bár egyes késői Phaedrus mesékben a gyönyörködtetés is hangsúlyt kap.

## Magyar nyelvű fordítások
- Virág Benedek: Költemények Phaedrusként. Két szerzelékkel; Egyetemi Ny., Buda, 1819
- Fédrusnak, ésópusi beszédekről írt 5 könyvei és ragasztékja; ford., jegyz. Sepsi Zalányi Szabó Elek; Lyceum Ny., Kolozsvár, 1824
- Fedrus Esópusi meséi; ford. Tamassa Pál; Számmer Ny., Veszprém, 1833
- Ezópusi mesék, Fédrus után szabadon forditá s közrebocsátá Komáromi Károly; Városi Ny., Debrecen, 1854
- Fedrusnak Augustus szabadosának esópi meséi; Ramasetter Károly, Veszprém, 1856
- Phaedrus Aesopusi meséi; ford. Szarvas Gábor; Ráth, Pest, 1869
- Phaedrus: Aesopi meséinek öt könyve; ford. Sárváry Jakab; Aigner, Budapest, 1876 (Magyar könyvesház)
- Mesék; ford., jegyz., utószó Terényi István; Európa, Budapest, 1961
- Phaedrus Augustus szabadosa Aesop nyomán s modorában írt meséi. (Ford.: Mocsy Antal.) Kecskemét, 1855
- Phaedrus Augustus szabadosának Aesopusi meséi (Ford.: Szarvas Gábor) Pest, 1860
- Phaedrus aesopusi meséi. Mesegyöngyök az állatvilágból. (Ford.: Hiador [Jámbor Pál]. Budapest [1885])

## Az eredeti tanulmányozásához
- Szemelvény Phaedrus meséiből. Magyarázattal és szótárral ellátva. Szerk.: Roseth Arnold. Lampel R., Budapest, 1922
- Meséi latin nyelvű gyűjteményének első kötete (1826)
- Meséi latin nyelvű gyűjteményének második kötete (1826)